# Національний космічний музей (Нідерланди)

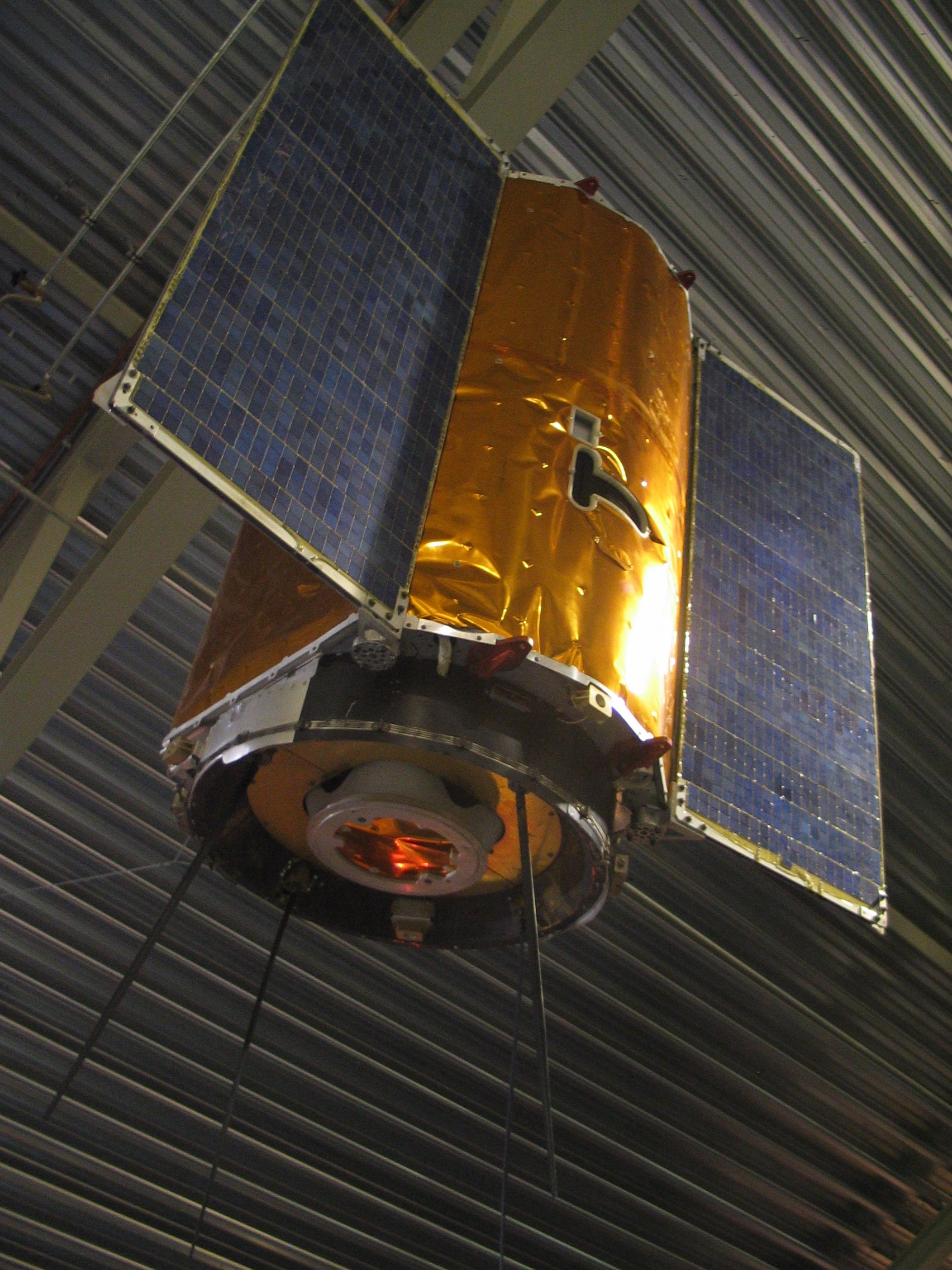
супутник-дублер ANS

Націона́льний космі́чний музе́й (нід. Nationaal Ruimtevaart Museum) — технічний музей, присвячений історії пілотованих і безпілотних апаратів у космічному просторі. Розташований у будівлі авіаційного парку «Авіодром» у нідерландському місті Лелістад, провінція Флеволанд.

## Історія
Основою для створення музею стала колекція ентузіаста космічних польотів Хенка ван Везела, мешканця Лелістада, який з 1958 року збирав моделі космічних апаратів, літературу, присвячену космосу, фотографії астронавтів з їхніми автографами та інші цікавинки на космічну тему. Згодом Хенк відкрив у себе вдома невеликий музей, який розміщувався у двох кімнатах і приймав кілька сотень відвідувачів на рік. З часом кількість відвідувачів зростала і Хенк вирішив придбати більш просторе приміщення.
Для професійного керівництва музеєм заснували фонд музею та правління, яке очолив Еверт ван дер Верк. 20 вересня 1997 року музей відкрився у новому приміщенні площею близько 100 м². На урочистому відкритті були присутні Королівський комісар провінції Флеволанд і мер Лелістада. Колекція музею поповнилася скафандрами Юрія Гагаріна і Ніла Армстронга, історичними фотографіями, зразками спеціальної їжі для астронавтів тощо.
У червні 2003 року музей закрився, адже будинок, де той розташовувався, підлягав знесенню. Але на цей час, правління музею вже встановило тісні контакти з музеєм авіації «Авіодом» (сучасний «Авіодром»), який тоді розташовувався у Схіпголі. 3 листопада 1999 року два музеї підписали угоду про співпрацю, а у травні 2003 року погодили переїзд космічного музею до приміщень авіаційного. У квітні 2004 року пройшло урочисте відкриття Національного космічного музею, в якому брав участь нідерландський астронавт Андре Кейперс.

## Експозиція
В музеї, серед численних експонатів, присвячених космосу і астронавтиці, експонуються супутник-дублер ANS (перший нідерландський супутник), макет IRAS, повнорозмірна капсула «Джеміні» та модель зонду Гюйгенс.
Кожної першої суботи місяця в музеї проводять лекції на тему космосу чи астрономії.